# Anita Doth
Anita Doth (Anita Daniëlle Dels, Amszterdam, 1971. december 28. –) énekes, dalszerző, a 2 Unlimited tagja.

## Magánélete
Anita Daniëlle Dels Amszterdamban született Rolf és Lydia Dels gyermekeként. 1991-ben befejezte tanulmányait, majd adminisztrátorként kezdett el dolgozni egy rendőrségen. Anitának egy fia van Destyno aki 2005 április 20-án született.
2010 január 11-én Anitánál emlőrákot diagnosztizáltak, és kemoterápiában részesült, miközben a 2 Unlimited csapattal dolgozott. 2011-ben tünetmentesnek nyilvánították.
2013. november 8-án Anita bejelentette a Twitteren, hogy a 2 Unlimited hamarosan szünetet tart, mivel kiderült, hogy várandós.

## Zenei karrier

### 2 Unlimited (1991-1996)
A 2 Unlimited egy elektronikus zenei duó, melyet 1991-ben két Belga producer Jean-Paul DeCoster és Phil Wilde alapított. Tagjai a holland rapper Ray Slijngaard és Anita Doth énekesnő.
Az 1990-es évek elején Slijngaardot felkérte a belga producer team, hogy a korábban megjelent Get Ready For This című instrumentális dalhoz írjon rap szöveget, melyhez Anitát kérte, hogy vokálozzon a dalban. A dal nagy sikert aratott, melyet gyakran használnak filmekben, és sporteseményekben is.
A duó a 90-es években nagyon sikeres volt, több daluk is slágerlistás helyezést ért el a világon, úgy mint a Maximum Overdrive, No Limit, Tribal Dance, The Real Thing, vagy a Twilight Zone is.
Ray híres volt egyéni borotvált, felnyírt frizurájáról, mely abban az időben trendinek számított a fiatalok, és a rajongók körében.
A duó 16 videóklip, 45 kislemez, és 4 album után 1996-ban feloszlott.

### Élet a 2 Unlimited után (1996-2009)
1996-ban a 2 Unlimited felbomlása után Ray saját lemezkiadójához húzott, és 1997-ben önálló kislemezzel jelentkezett a 3 X A Day címmel, mely csupán a 66. helyig jutott a kislemezlistán. Anita a TMF (The Music Factory) zenetévé Pleasure Zone című műsorában tevékenykedett, és élő adásokat vezetett, valamint a Radio 538-as rádióban dolgozott. Később René Frogerrel egy duettet is felvett, mely a That's When I'll Stop Loving You címen jelent meg.
2000-ben megjelent Anita Reality című szólóalbuma, melyről az Universe, Lifting Up My Life és a This Is Reality jelentek meg kislemezen. A dalokat maga Anita írta, illetve producerként Todd Terry és Steve Mac közreműködött.
2002-ben Anita megalapította a Diva's Of Dance nevű formációt, melyben Linda Estelle (korábban a T-Spoon tagja), valamint Des'Ray Manders (korábban a 2 Brothers on the 4th Floor énekesnője) tagokkal disco klasszikusokat adnak elő. 2006-ban megjelent a csapat kislemeze Falling Into The Groove címmel.

## Diszkográfia

### Szólóénekesként
| Év   | Dal                  | Slágerlistás helyezés | Album   |
| Év   | Dal                  | NET Single T100       | Album   |
| ---- | -------------------- | --------------------- | ------- |
| 1999 | "Universe"           | 94                    | Reality |
| 2000 | "Lifting Up My Life" | 67                    | Reality |
| 2001 | "This Is Reality"    | 57                    | Reality |
| 2001 | "Only You"           | -                     | Reality |
| 2012 | "Next Level"         | -                     |         |

### Közreműködő előadóként
| Év   | Dal                                                                     | Slágerlistás helyezés | Slágerlistás helyezés | Slágerlistás helyezés |
| Év   | Dal                                                                     | NET Single T100       | BE Ultratop 100       |                       |
| ---- | ----------------------------------------------------------------------- | --------------------- | --------------------- | --------------------- |
| 1997 | "That's When I'll Stop Loving You" featuring René Froger                | 52                    | -                     |                       |
| 2010 | "Cancion Del Mariachi" D-Rashid & Roberto Da Costa featuring Anita Doth | -                     | -                     |                       |
| 2013 | "Ain't Gonna Wait On Love" featuring Van Noten & Van Zandt              | -                     | 16                    |                       |
| 2017 | "Marathon" Jebroer featuring: Anita Doth                                | 73                    | -                     |                       |